# Bảo tàng ngoài trời về đầu máy và thiết bị kỹ thuật
Bảo tàng ngoài trời về đầu máy và thiết bị kỹ thuật (tiếng Ba Lan: Skansen Lokomotyw i Urządzeń Technicznych) là một bảo tàng tọa lạc tại số 6 Phố Kolejowa, Zduńska Wola, Ba Lan.

## Lược sử hình thành
Bảo tàng ngoài trời về đầu máy và thiết bị kỹ thuật chính thức mở cửa đón công chúng vào ngày 11 tháng 11 năm 1993. Triển lãm đầu tiên là đầu máy hơi nước khổ rộng Ty23-273. Bộ sưu tập của Bảo tàng mở rộng trong những năm tiếp theo, cụ thể là Bảo tàng có thêm một số đầu máy hơi nước khác của các ngành sản xuất khác nhau và một số đầu máy diesel được nhập khẩu. Trong đó, nổi bật nhất là đầu máy hơi nước chở hàng của Mỹ Ty246-22, thường được gọi là "Trumans" hoặc "Người Mỹ". Đây là cái duy nhất còn sót lại ở Ba Lan. Theo quyết định của Hội đồng thành phố Zduńska Wola, từ năm 2015, Bảo tàng trở thành một chi nhánh của Bảo tàng Lịch sử Thành phố Zduńska Wola.

## Triển lãm
Bộ sưu tập của Bảo tàng ngoài trời về đầu máy và thiết bị kỹ thuật hiện đang bao gồm các triển lãm sau:
- Ty246-22 "Truman", Hoa Kỳ
- Tr21-53, Ba Lan
- Ty42-9, Ba Lan
- Ty2-702, Đức
- Ol49-79, Ba Lan
- TKp-20, "Silesia" Ba Lan
- TKb-10, "Baziel" Ba Lan
- TKh-4027, "Ferrum" Ba Lan
- Ty43-74, Ba Lan
- Pt47-93, Ba Lan
- TKt48-39, Ba Lan
- Ty45-39, Ba Lan
- SM41-175
- SM30-039
- SM03-41
- 3E-1
- Đường sắt Gubałówka, được xây dựng vào năm 1938
- cần trục đường sắt
- nhiều toa tàu, và các thứ khác

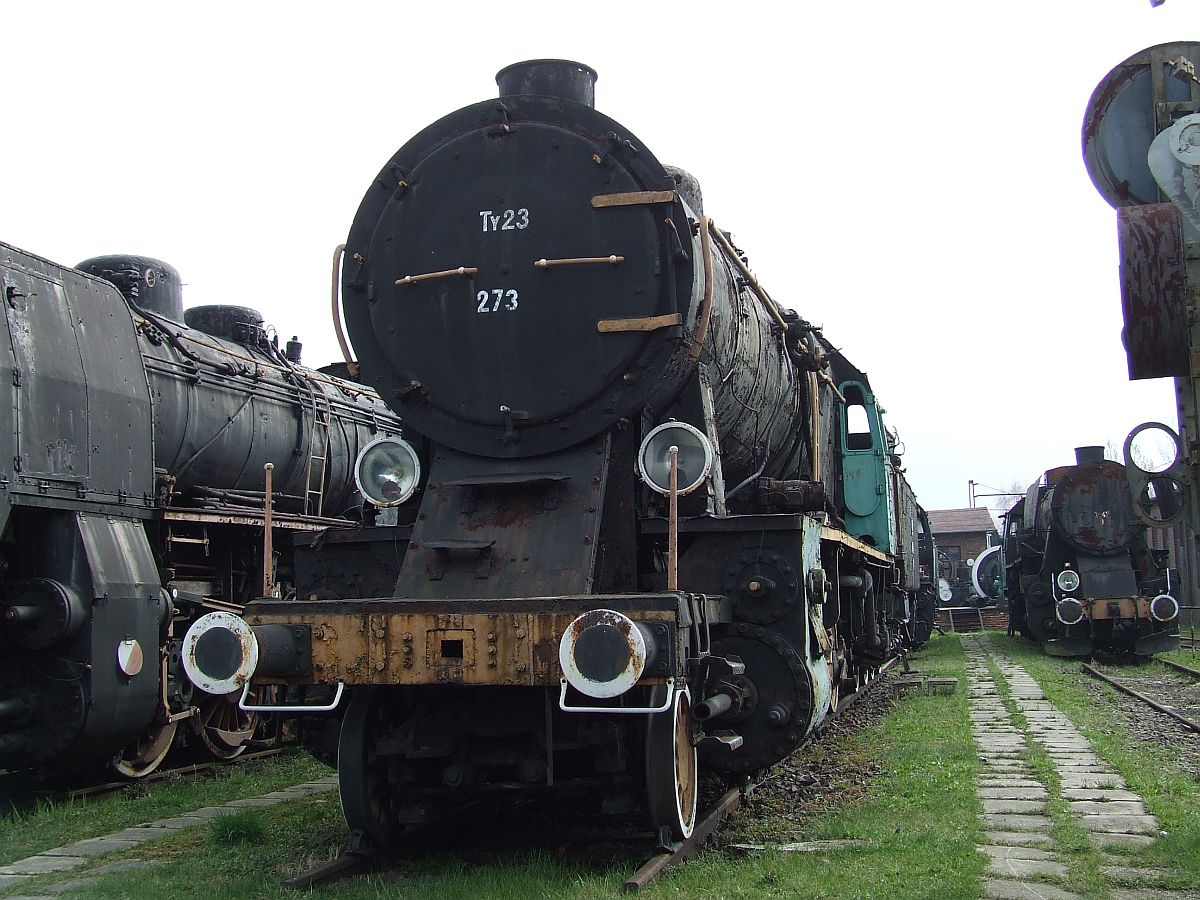
Đầu máy hơi nước khổ rộng Ty23-273 từ năm 1928 của WSAP
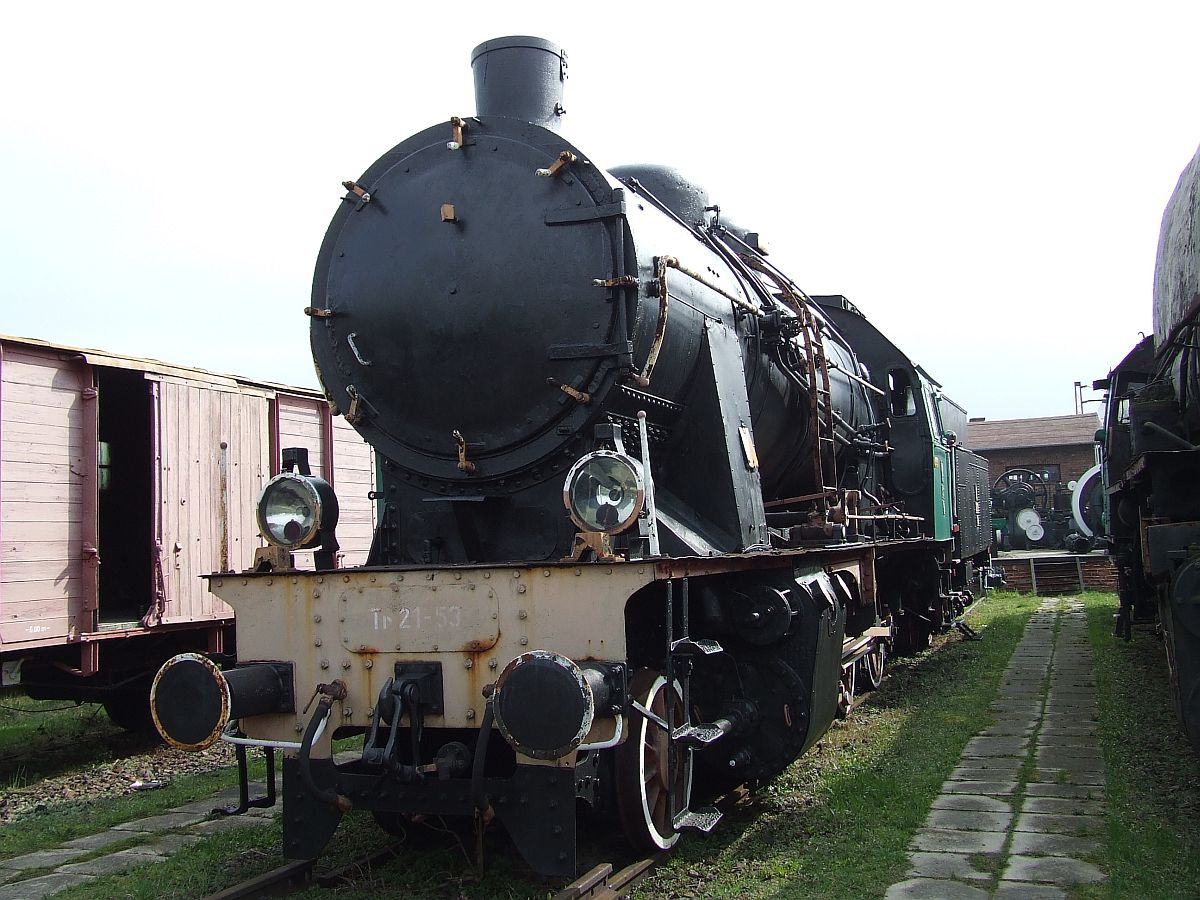
Tr21-53
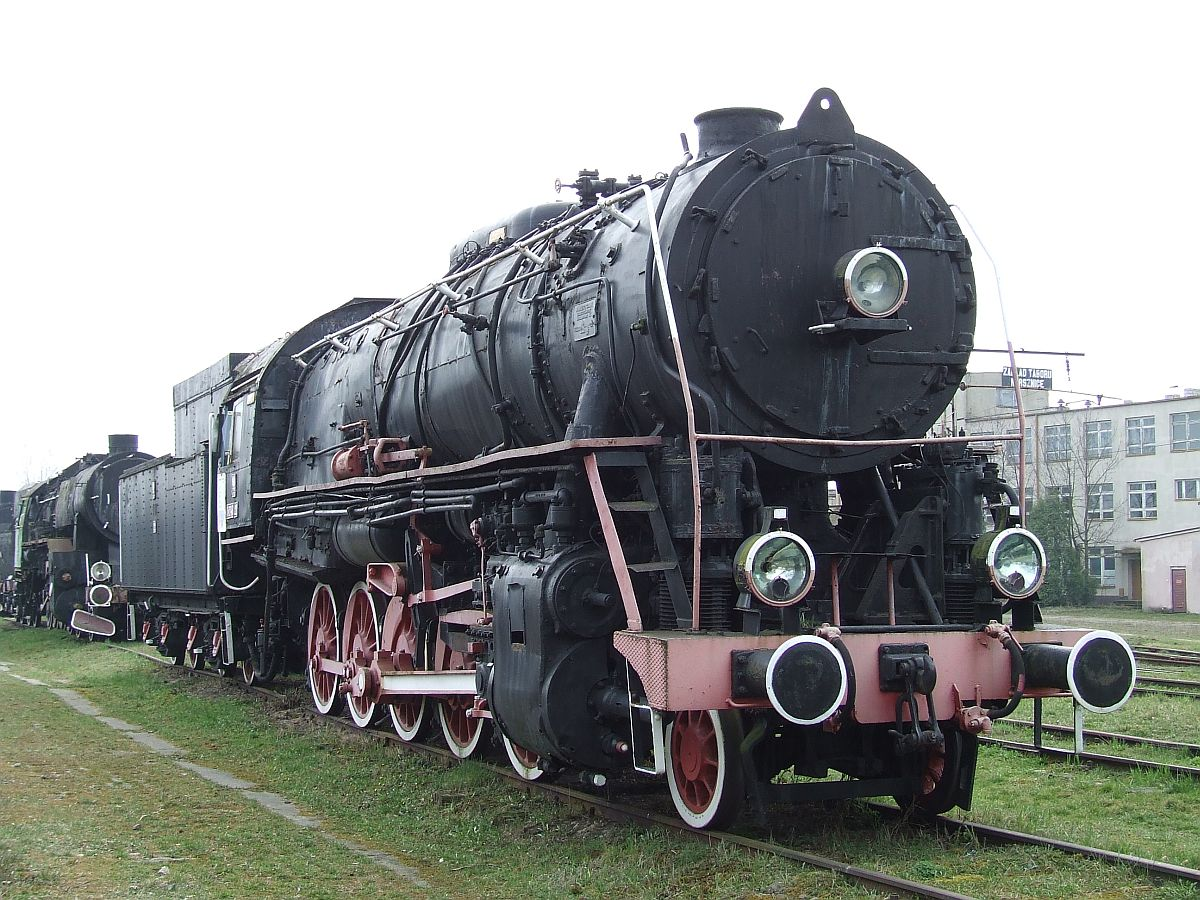
Ty246-22

## Giờ mở cửa
Bảo tàng ngoài trời về đầu máy và thiết bị kỹ thuật hoạt động quanh năm, mở cửa vào các ngày làm việc, từ 8:00 đến 14:00.